# Sirocco (film)
Sirocco – amerykański film noir w reżyserii Curtisa Bernhardta z 1951.

## Fabuła
W 1925 roku cyniczny Harry Smith (Humphrey Bogart) zajmuje się handlem bronią w Damaszku.  Smith związuje się z Violettą (Märta Torén), która chce uciec jak najdalej od swojego kochanka pułkownika Feroud'a (Lee J. Cobb).

## Obsada
- Humphrey Bogart - Harry Smith
- Märta Torén - Violetta
- Lee J. Cobb - pułkownik Feroud